# Front d'unité nationale (Bolivie)
Le Front d'unité nationale (en espagnol : Frente de Unidad Nacional) est un parti politique de Bolivie. Il est fondé par Samuel Doria Medina en 2003, qui avait rompu avec le Mouvement de la gauche révolutionnaire au début de cette année. Malgré sa part substantielle du vote urbain, et seize anciens maires, il ne contrôle aucune mairie ni poste de gouverneur départemental.

## Origines
Le parti n'a connu qu'un seul chef depuis sa création, soit l'homme d'affaires Samuel Doria Medina, qui s'est présenté à plusieurs reprises à divers postes électifs de la vie politique bolivienne sans jamais toutefois se faire élire. Naturellement, le parti demeure intimement associé à son fondateur et président.
Samuel Doria Medina a été ministre de la Planification sous la présidence de Jaime Paz Zamora, période durant laquelle il a mené un programme de privatisation de sociétés d'État, et demeure un homme d'affaires prospère qui détient la plus grande cimenterie au pays, la Sociedad Boliviana de Cemento (Soboce) ainsi que la franchise bolivienne de la chaîne de restauration rapide Burger King,.
En 2003, il quitte le Mouvement de la gauche révolutionnaire pour fonder son propre parti, le Front d'unité nationale, généralement présenté comme étant vacillant entre le centre-gauche et le centre-droit sur l'échiquier politique. Son fondateur, Samuel Doria Medina, tout comme la mairesse d'El Alto (2015-2021) et membre du parti, Soledad Chapetón, refusent l'étiquette de droite lorsqu'il est question de leur parti politique et se considèrent davantage de centre ou de centre-gauche.

## Idéologie
En se décrivant, le Front d'unité nationale met l'accent sur les politiques économiques favorables au développement et le soutien à la gouvernance démocratique. Son énoncé de mission appelle à « une Bolivie démocratique, solidaire, en plein développement, respectueuse des droits de l'homme, consciente de sa diversité et forger son propre destin ». En fondant le parti, la magnat du ciment Doria Medina a appelé à des politiques favorables « aux entrepreneurs qui créent des emplois et qui sont absents de la prise de décision nationale ». Le parti cherche à se positionner comme une troisième force modérée de la politique bolivienne. Sa base électorale est la classe moyenne urbaine.
Le parti se montre également favorable à l'idée de transformer les entreprises d'État en sociétés privées « efficaces, compétitives et transparentes ». En termes de gestion énergétique, le parti proposait en vue des élections générales de 2005 de favoriser « une plus grande concurrence dans le secteur [...] avec la participation de grandes entreprises nationales, étrangères, publiques et privées ».
En ce qui a trait aux questions sociales, le programme du parti en 2014 prévoit également la conservation des avancées réalisées durant les dernières années quant à l'amélioration des conditions des peuples indigènes au pays, que ceux-ci puissent « préserver leur culture, leurs habitudes traditionnelles, leur langue et leur forme d'organisation politique et juridique ».

## Résultats électoraux
Aux élections générales de 2005, le parti obtient 7,8 % des suffrages populaires et 8 sièges sur 130 à la Chambre des députés et un sur 27 au Sénat. Candidat au poste de président, Doria Medina, ne remporte que 7,8 % des suffrages populaires. Aux élections générales de 2009, Doria Medina se présente à nouveau et remporte 5,65 % des voix. Le parti remporte trois sièges à la Chambre des députés, mais aucun au Sénat. En 2013, le Tribunal suprême électoral de la Bolivie certifie une liste de 69 844 membres, bien que le parti prétende en avoir 120 000 sur ses listes.
Lors des élections régionales de 2010, le Front d'unité nationale forme des alliances avec le Consensus populaire dans les départements de Cochabamba et de Chuquisaca (Tout pour Cochabamba (TPC) et Nous sommes tous Chuquisaca, respectivement), devenant ainsi le plus grand groupe d'opposition. Fonctionnant indépendamment, il s'agissait du troisième plus grand parti des départements de La Paz et d'Oruro. Au niveau municipal, le parti ne remporte aucune course de maires, après avoir pris le contrôle de seize en 2004. Il obtient une représentation au conseil municipal à La Paz, El Alto, Cochabamba (où le candidat Arturo Murillo a échoué de justesse à remporter la mairie mais TPC a remporté cinq des onze sièges égalant la part du parti au pouvoir) et Oruro. À El Alto, Soledad Chapetón est battue de justesse par le candidat du MAS-IPSP, Edgar Patana, alors que le parti remporte 3 des 11 sièges du conseil. Depuis 2010, Chapetón est la vice-présidente du parti.
Lors des élections générales de 2014, le parti forme une coalition avec le Mouvement démocrate social pour former l'Unité démocrate. Le candidat à la présidentielle était le chef du Front d'unité nationale, Doria Medina, qui termine deuxième avec 24,23 % et remporte 9 sénateurs et 36 députés, devenant ainsi le principal parti d'opposition au gouvernement d'Evo Morales.
Lors des élections régionales de 2015, le parti accède à la mairie d'El Alto, troisième plus grande ville du pays, avec la vice-présidente du parti, Soledad Chapetón.
En mars 2017, le Front d'unité nationale devient membre de l'Internationale socialiste.